# 小行星2658
小行星2658（2658 Gingerich）是一颗绕太阳运转的小行星，为主小行星带小行星。该小行星于1980年2月13日发现。
該小行星以美國天文學家歐文·金格里奇命名。

## 轨道参数
小行星2658的轨道半长轴为3.0829860 UA，离心率为0.279。